# Parapetto
In un edificio il parapetto (o balaustra) è un elemento di protezione, che serve a evitare la caduta nel vuoto di persone o di oggetti da un balcone o terrazza e in ogni luogo dove si presentino dislivelli tra diversi piani.

## Tipi di parapetto

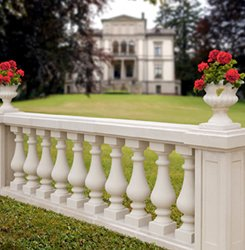
Balaustra in pietra ricostruita

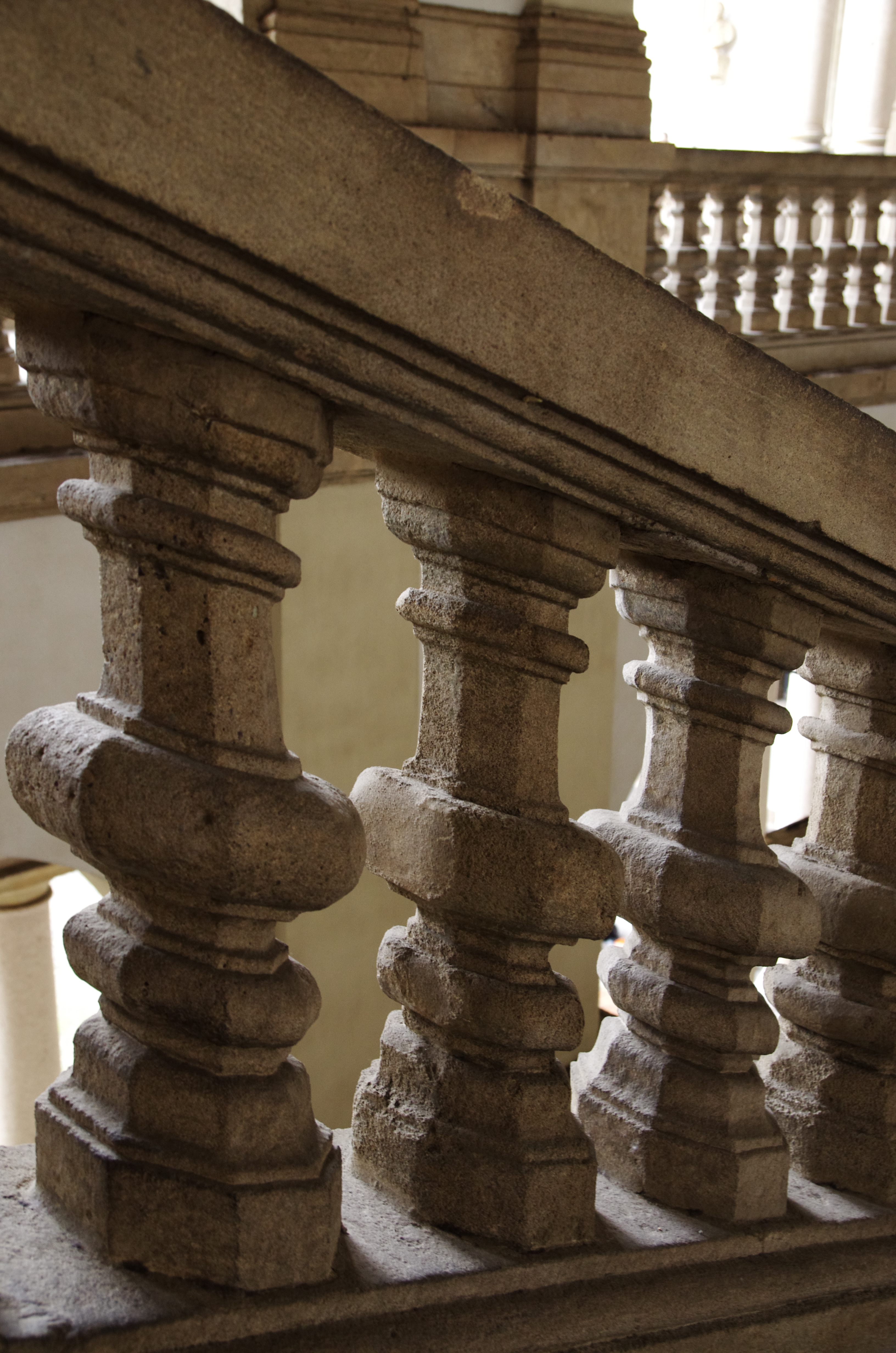
Balaustra in pietra, Palazzo di Brera Milano

I parapetti possono essere classificati secondo vari tipi:
- Balaustrate di pietra naturale e artificiali
- Parapetti di muratura o di calcestruzzo armato
- Ringhiere
- Parapetti di legno
- Balaustre in vetro

### Balaustrate di pietra naturale e artificiale

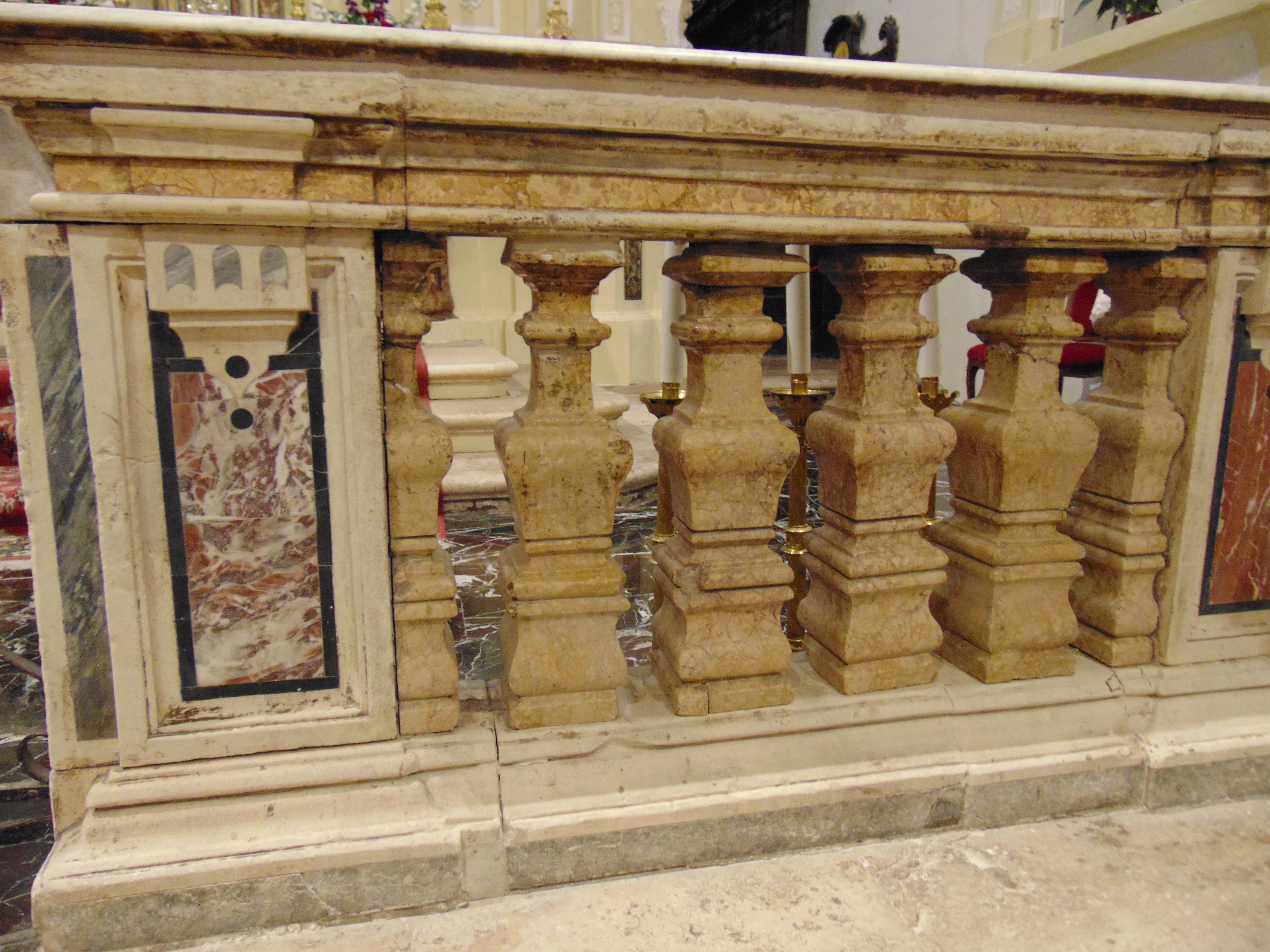
Balaustra (in pietra) che separa la crociera dal coro nella chiesa di San Domenico a Tocco da Casauria

Le balaustrate, dette anche balaustre, sono costituite da elementi denominati balaustri aventi la forma di colonne, poggianti su uno zoccolo e collegati in alto da un elemento orizzontale detto cimasa.
A partire dal Quattrocento le balaustre sono state impiegate in importanti opere di architettura, come sul porticato della Basilica di San Pietro in Vaticano a Roma.
Esse, in epoche successive, hanno assunto anche una funzione decorativa.

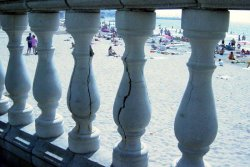
Balaustra scoppiata per l'effetto dell'elettrolisi

Per la realizzazione delle balaustrate sono stati usati per lungo tempo il marmo e la pietra, poi sostituiti dai manufatti di cemento perché sono più veloci da creare. Infatti il cemento viene solamente gettato in apposite forme, con disegni e dimensioni standardizzati (pietra artificiale).

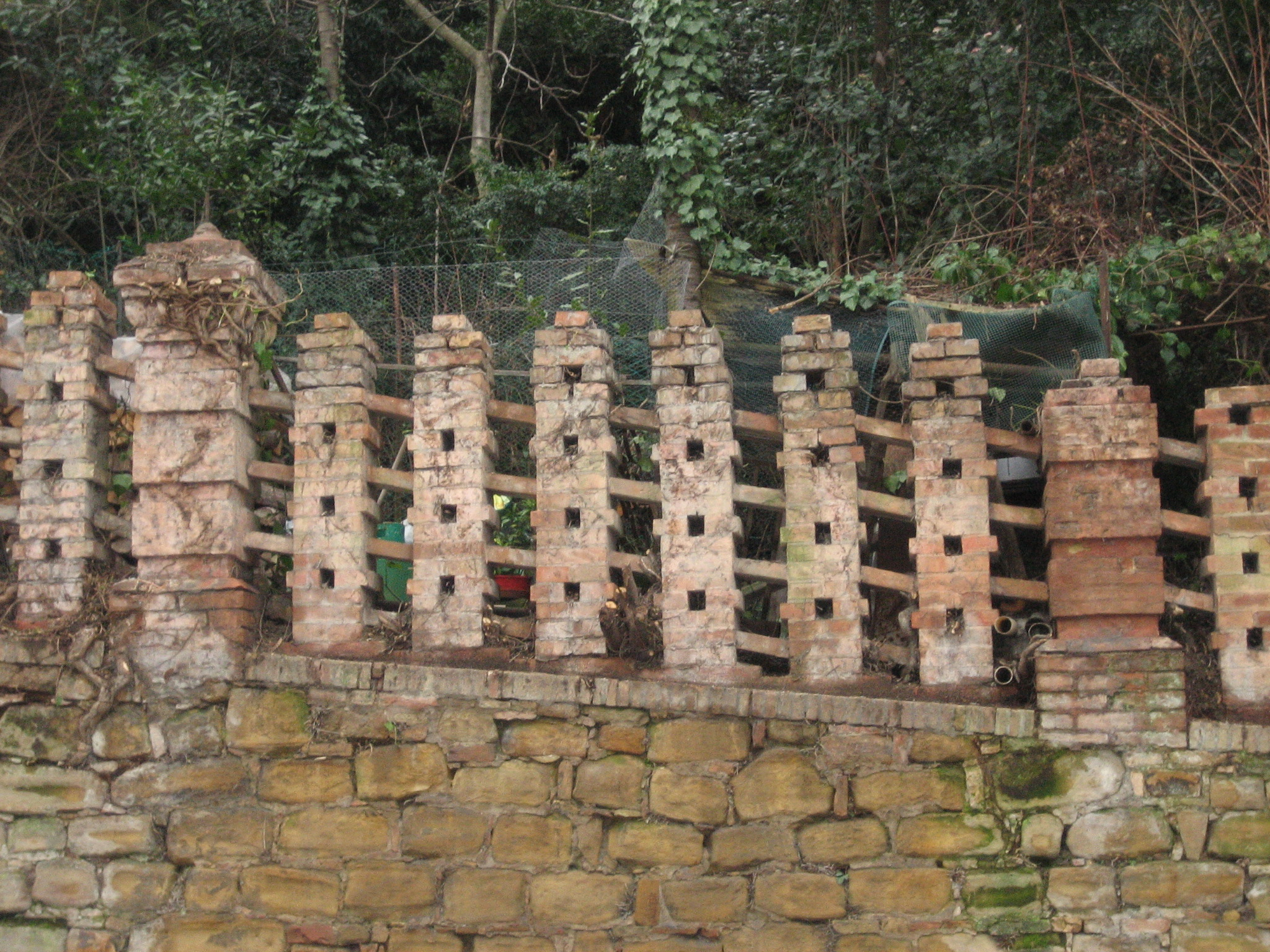
Penne, antica ringhiera in mattoni

Questa tecnica ha permesso di abbattere i costi di produzione in pietra, ma ha accorciato notevolmente la durata del prodotto.
L'armatura, in acciaio, infatti, ha dilatazioni termiche differenti rispetto al calcestruzzo; inoltre, la forma stilizzata degli elementi non permette di rispettare il copriferro (spessore minimo di calcestruzzo, tra acciaio ed aria esterna).
L'armatura, inoltre, venendo a contatto con l'umidità dell'aria, si ossida e aumenta di volume, rompendo a pressione la balaustra.
Questo fenomeno è ancora più evidente in prossimità del mare, ove l'elettrolisi aumenta considerevolmente per la presenza di sali.
Esistono aziende in grado di confezionare balaustre in calcestruzzo non armato, grazie alla tecnologia di compattazione e vibrazione utilizzata durante la loro fabbricazione. Il calcestruzzo utilizzato è oltremodo resistente, in quanto il rapporto acqua-cemento non supera il valore 0,25 (impasto terra umida).
La forte compressione permette di sformare degli elementi che risultano molto simili a quelli realizzati in pietra esistenti in commercio.

### Parapetti di muratura o di calcestruzzo armato

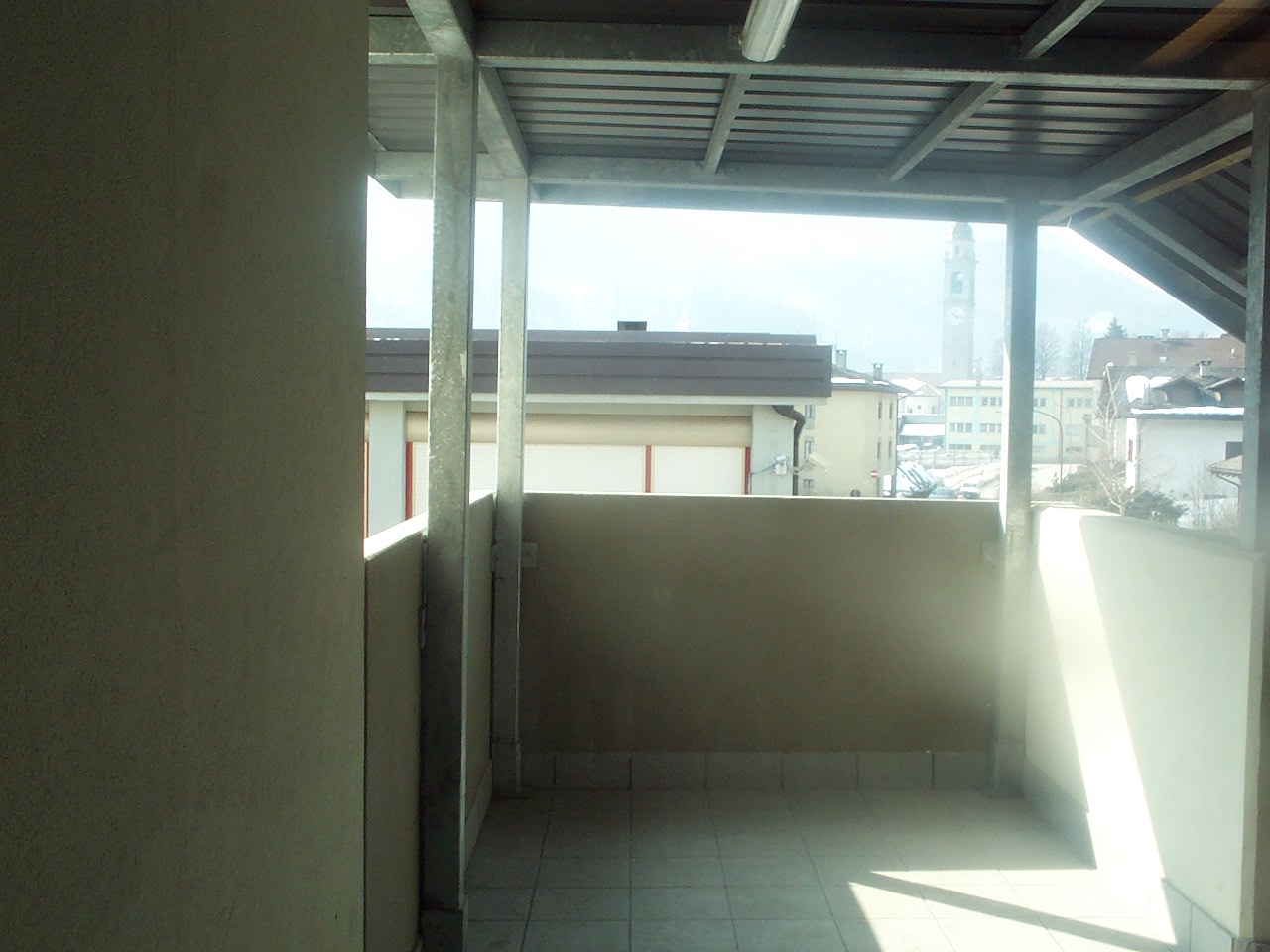
Parapetto in calcestruzzo

I parapetti di muratura sono costituiti da mattoni intonacati o lasciati in vista; questi sono completati da una copertina, elemento superficiale destinato a proteggere dalla pioggia, ed eventualmente da un corrimano.
I parapetti di calcestruzzo armato sono realizzati in continuità con la struttura della casa; sono lasciati con il getto a vista e a volte possono anche avere una funzione portante sotto forma di travi parapetto.
Queste due tipologie di parapetti possono essere traforati o pieni. I parapetti pieni, semplici da costruire, devono essere integrati con dispositivi per fare fuoriuscire l'acqua piovana e nel caso di terrazzi con sistemi di impermeabilizzazione. Però limitano la vista verso l'esterno soprattutto per i portatori di handicap.
I parapetti traforati possono essere realizzati in due modi:
- parapetti in mattoni ed elementi speciali di laterizio, disposti a formare un muretto traforato;
- parapetti di pannelli traforati di calcestruzzo, prefabbricati in casseforme speciali.

Un tipo particolare di protezione può essere realizzato mediante fioriere per piante ornamentali completate da un corrimano.

### Le ringhiere

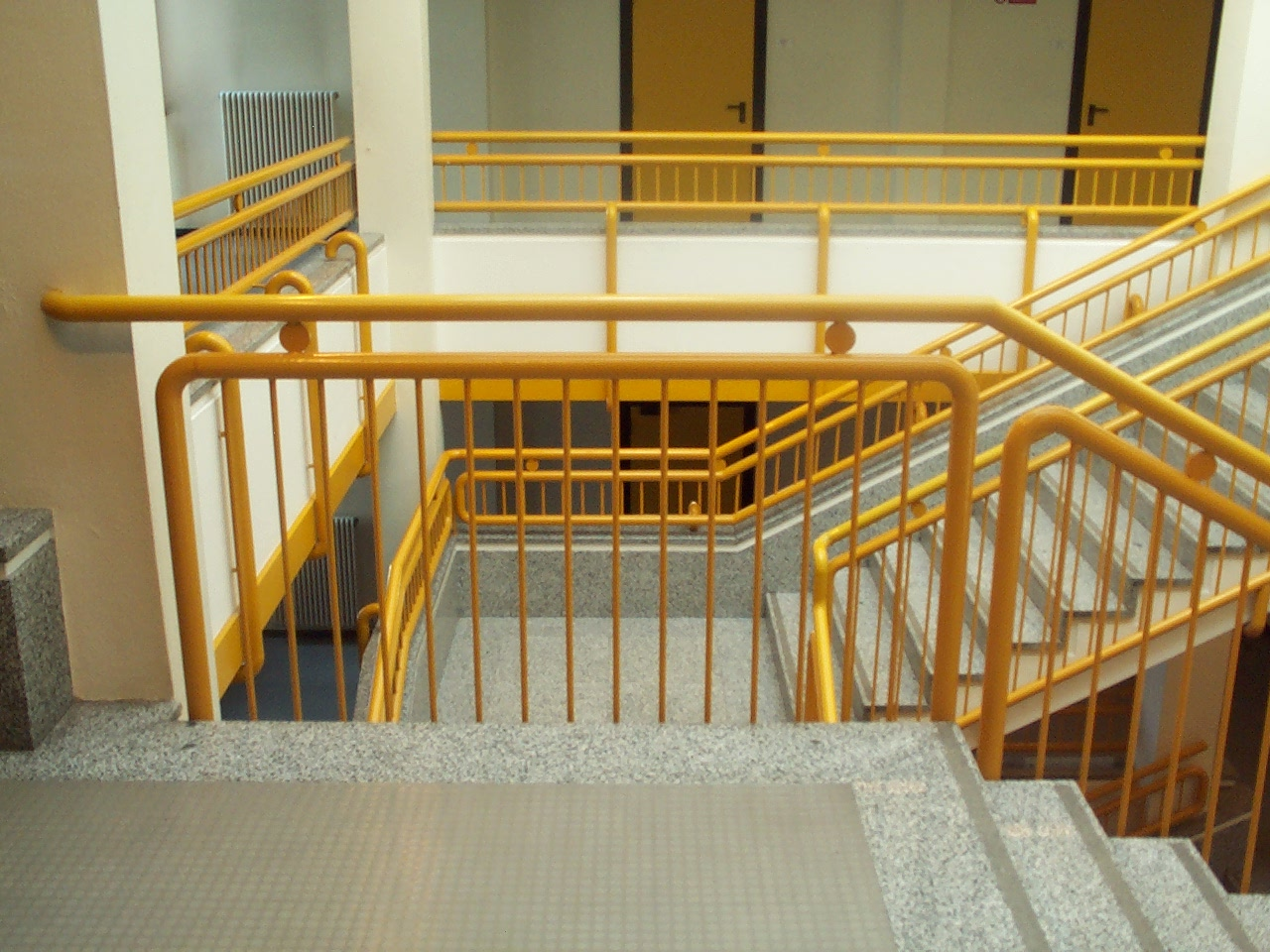
Parapetto in metallo

La ringhiera è un tipo di parapetto costituito da montanti metallici verticali che sorreggono elementi di chiusura, conclusi superiormente da un corrimano.
Nella loro forma attuale le ringhiere costituiscono l'evoluzione delle soluzioni tipiche applicate negli edifici popolari (le case a ringhiera o a ballatoio) dell'inizio del Novecento.
I montanti sono normalmente fissati in corrispondenza della sezione frontale del balcone, saldandoli all'armatura metallica. Ci sono anche altri modi per fissare i montanti:
- ancoraggio in corrispondenza del pavimento del balcone o della copertina di bordura, per impedire infiltrazioni d'acqua attraverso il pavimento;
- ancoraggio in corrispondenza dell'intradosso della soletta del balcone, più affidabile in quanto il punto di fissaggio non è esposto alla pioggia.

#### Ringhiere di forme particolari
A seconda della posizione che occupano, le ringhiere possono assumere conformazioni particolari.
I montanti alcune volte sono formati da elementi continui per tutta l'altezza dell'edificio e spesso assume funzioni decorative; per progettarli bisogna tenere conto degli effetti della dilatazione che subiscono per le escursioni termiche.
Se i balconi non fuoriescono rispetto alla facciata, detti logge, la ringhiera può comprendere una traversa superiore (funzione di corrimano) e una inferiore, chiuse con gli elementi adatti.
Si possono trovare anche i parapetti misti, realizzati con parti piene e ringhiere o elementi vetrati.

### Parapetti di legno
L'uso dei parapetti in legno non è solo limitato agli edifici rustici, ma soprattutto nelle zone alpine ancora la scelta primaria, e agli arredi d'interni; essi derivano dalle costruzioni rurali tradizionali e riprendono in parte i disegni delle balaustrate in pietra.

## Simbologia
La balaustra come simbolo viene utilizzato anche nella Massoneria, a ricordo di quella posta all'interno del Tempio di Salomone, per indicare e delineare il limite dello spazio sacro. Ancora oggi nei Templi Massonici delimita l'Oriente, cioè la parte elevata ove siede il Maestro Venerabile.
La parola ebraica chazar non indica soltanto il recinto che separava Il cortile dei gentili, accessibile ai pagani, l'area del tempio accessibile agli Israeliti, ma anche la dimora abitabile di Dio che risiedeva nel Sancta sanctorum.

## Caratteristiche dei parapetti per evitare situazioni di pericolo
Al fine di garantire l'incolumità delle persone, la normativa italiana prevede quanto indicato di seguito.
- Altezza: i parapetti devono essere alti almeno 1 metro dal piano di pavimento - sicurezza luoghi di lavoro (d. lgs. 81/08 - all. IV p.to 1.7.2.1.2) - superamento barriere architettoniche (D.M. 14/06/1989 n. 236).
- Sporgenze sulla parte interna: non devono presentare nella parte interna sporgenze situate a un'altezza dal pavimento tale da favorire l'appoggio del piede e lo scavalcamento da parte dei bambini.
- Dimensione massima dei vuoti: deve essere fissato in modo da impedire il passaggio di oggetti; non devono lasciar passare una sfera di 10 cm di diametro - superamento barriere architettoniche (D.M. 14/06/1989 n. 236) solo per gli spazi pubblici.
- Resistenza alla spinta orizzontale: i parapetti devono essere in grado di resistere a una spinta orizzontale secondo D.M. 17/01/2018 applicata alla quota del bordo superiore.
- Parapetti in acciaio: certificazione secondo UNI EN 1090.